# BCL3
BCL3 (англ. B-cell CLL/lymphoma 3) – білок, який кодується однойменним геном, розташованим у людей на короткому плечі 19-ї хромосоми. Довжина поліпептидного ланцюга білка становить 454 амінокислот, а молекулярна маса — 47 584.
| 10         |  | 20         |  | 30         |  | 40         |  | 50         |
| ---------- |  | ---------- |  | ---------- |  | ---------- |  | ---------- |
| MPRCPAGAMD |  | EGPVDLRTRP |  | KAAGLPGAAL |  | PLRKRPLRAP |  | SPEPAAPRGA |
| AGLVVPLDPL |  | RGGCDLPAVP |  | GPPHGLARPE |  | ALYYPGALLP |  | LYPTRAMGSP |
| FPLVNLPTPL |  | YPMMCPMEHP |  | LSADIAMATR |  | ADEDGDTPLH |  | IAVVQGNLPA |
| VHRLVNLFQQ |  | GGRELDIYNN |  | LRQTPLHLAV |  | ITTLPSVVRL |  | LVTAGASPMA |
| LDRHGQTAAH |  | LACEHRSPTC |  | LRALLDSAAP |  | GTLDLEARNY |  | DGLTALHVAV |
| NTECQETVQL |  | LLERGADIDA |  | VDIKSGRSPL |  | IHAVENNSLS |  | MVQLLLQHGA |
| NVNAQMYSGS |  | SALHSASGRG |  | LLPLVRTLVR |  | SGADSSLKNC |  | HNDTPLMVAR |
| SRRVIDILRG |  | KATRPASTSQ |  | PDPSPDRSAN |  | TSPESSSRLS |  | SNGLLSASPS |
| SSPSQSPPRD |  | PPGFPMAPPN |  | FFLPSPSPPA |  | FLPFAGVLRG |  | PGRPVPPSPA |
| PGGS       |  |            |  |            |  |            |  |            |

A: Аланін

C: Цистеїн

D: Аспарагінова кислота

E: Глутамінова кислота

F: Фенілаланін

G: Гліцин

H: Гістидин

I: Ізолейцин

K: Лізин

L: Лейцин

M: Метіонін

N: Аспарагін

P: Пролін

Q: Глутамін

R: Аргінін

S: Серин

T: Треонін

V: Валін

Кодований геном білок за функціями належить до активаторів, фосфопротеїнів. 
Задіяний у таких біологічних процесах, як транскрипція, регуляція транскрипції. 
Локалізований у цитоплазмі, ядрі.